# Charles-François-Christian de Montmorency-Beaumont-Luxembourg
El Príncipe Charles-François-Christian de Montmorency-Beaumont-Luxembourg (París, Reino de Francia, 30 de noviembre de 1713-1787), fue un noble y militar francés del siglo XVIII, perteneciente a la primera casa de la nobleza francesa luego de la Casa Real de Borbón, la Casa de Montmorency.

## Biografía
Nació como el hijo mayor de sus padres el Príncipe Christian-Louis de Montmorency-Luxembourg, conocido como el "Mariscal de Montmorency", quien fuera VI Príncipe de Tingry, Conde de Beaumont, Conde soberano de Luxe (Baja Navarra) y Caballero de la Soberana Orden de Malta (bajo el nombre de Caballero de Luxemburgo), Lugarteniente General de los Reales Ejércitos de S.M. el Rey de Francia, Gobernador de Valenciennes y Mariscal de Francia, y Louise Madeleine de Harlay, V Condesa de Beaumont.

## Trayectoria militar
Fue Coronel del Regimiento de Sassonnois en 1731. Luego, Lugarteniente General de los Reales Ejércitos de Su Majestad en 1748. Capitán de una de las cuatro Compañías de Guardias de Corps del Rey desde 1764. 
Fue Gobernador de Flandes, Hainaut y de la ciudadela de Valenciennes. Gobernador y Gran Bailío de Mantes y de Meulan y Gobernador del país "Mantois".

## Títulos
- Primer Barón Cristiano
- Primer Barón de Francia
- VI Conde de Beaumont
- I Duque de Beaumont
- Conde soberano de Luxe
- X Duque de Luxembourg-Piney
- VII Príncipe de Tingry
- Marqués de Bréval
- Caballero de la Orden del Espíritu Santo

### Matrimonios e hijos

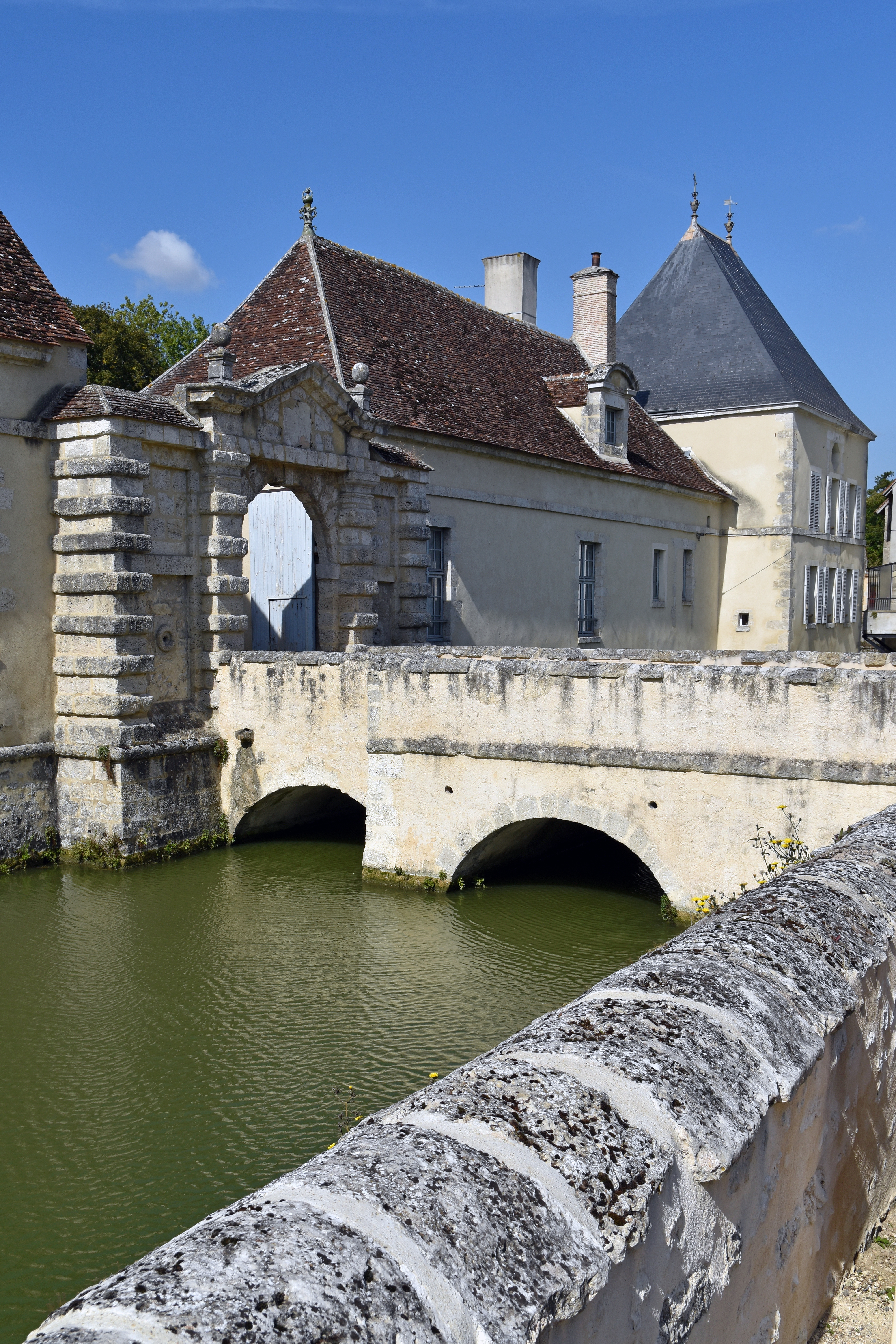
Portal de acceso y foso al Castillo de Beaumont, sede del Ducado de Beaumont.

El Ier Duque de Beaumont contrajo en tres ocasiones matrimonio: 
- El primer matrimonio con Anne-Sabine Olivier de Sénozan, Marquesa de La Rivière-du-Hommet, fallecida el 29 de septiembre de 1741, hija de Francois Olivier de Sénozan, Señor de Sénozan, de Rosny y de Magny, Caballero de la Real Orden de San Miguel e Intendente General del Clero de Francia, y de Jeanne-Anne-Madeleine de Grolée de Viriville. Hija del primer matrimonio:
  - 1. Princesa Louise-Françoise-Pauline de Montmorency-Beaumont-Luxembourg, casada en primeras nupcias, el 17 de febrero de 1752, con su primo el Príncipe Anne-François de Montmorency-Luxembourg, Duque de Montmorency, Marqués de Seignelay, Barón de Jaucourt, Conde de Tancarville y de Gournay y Capitán de las Reales Guardias de Corps de S.M. el Rey, y en segundas nupcias, el 14 de abril de 1764, con otro primo, el Príncipe Louis-François-Joseph de Montmorency-Logny, Príncipe de Montmorency-Logny, de quien no hubo sucesión. Del primer enlace nació la Princesa Charlotte-Françoise de Montmorency-Luxembourg, casada con su primo el Príncipe Anne-Léon II de Montmorency-Luxembourg, Duque de Montmorency.

- Segundas nupcias el 19 de diciembre de 1752 con la Marquesa Louise-Madeleine de Faÿ de La Tour-Maubourg, nacida en 1732 y fallecida el 15 de septiembre de 1754, de quien no tuvo descendencia, hija de Jean-Héctor de Faÿ de La Tour-Maubourg, marqués de La Tour-Maubourg, Mariscal de Francia, caballero de las Órdenes del Rey, lugarteniente general de los Ejércitos de S.M. e inspector general de la Infantería francesa, y de Agnès-Madelaine de Trudaine de Montigny-Lancoup.

- El tercer matrimonio con la Marquesa Eléonore-Josèphe-Pulchérie des Laurents de Saint-Alexandre, nacida en Aviñón el 18 de marzo de 1745, que recibió los "Honores del Louvre", siendo presentada en la Corte el 3 de marzo de 1765, y fue Dama de Honor de S.M. la Reina María Leszczyńska. Fue hija de Joseph-Balthazar des Laurents de Saint-Alexandre, Marqués de Saint-Alexandre, Señor de Champfort y de Saint-Nazaire, Lugarteniente del Regimiento de Saumeri, y de la Condesa Madeleine-Claudine Ferrand d'Escossay d'Avernes.Hijos del tercer matrimonio:
  - 1. Príncipe Anne-Christian-Joseph-François de Montmorency-Beaumont-Luxembourg, nacido en París el 22 de mayo de 1766 y fallecido en la infancia.
  - 2. Príncipe Anne-Christian de Montmorency-Beaumont-Luxembourg, Primer Barón Cristiano, Primer Barón de Francia, II Duque de Beaumont, Par de Francia hereditario, XI Duque de Luxembourg-Piney, VIII Príncipe de Tingry, Marqués de Bréval, Caballero de la Orden de San Luis y senador hereditario del Reino de Francia.

| Período   | Escudo | Blasonamiento |
| --------- | ------ | --- |
| 1675-1746 |        | Montmorency-Luxembourg: En campo de oro, una Cruz de gules, cantonada de 16 aleriones de azur (Montmorency); sobre el todo, un escusón de plata cargado con un león rampante -con la cola doble y cruzada en sotuer - de gules, coronado, armado y lampasado de oro (Luxemburgo). Timbre: corona de Duque-Par. |